# Икейское муниципальное образование
Икейское муниципальное образование — сельское поселение в Тулунском районе Иркутской области России. Административный центр — село Икей.

## Демография
| 2010  | 2011  | 2012  | 2013  | 2014  | 2015  | 2016  |
| ----- | ----- | ----- | ----- | ----- | ----- | ----- |
| 1534  | ↘1529 | ↘1517 | ↘1498 | ↘1477 | ↘1438 | ↘1411 |
| 2017  |       |       |       |       |       |       |
| ↘1385 |       |       |       |       |       |       |

По результатам Всероссийской переписи населения 2010 года
численность населения муниципального образования составила 1534 человека, в том числе 739 мужчин и 795 женщин.

## Населённые пункты
В состав муниципального образования входят населённые пункты:
1. Икей
2. Галдун
3. Гарбакарай
4. Икейский
5. Козухум